# Bibby Island
Bibby Island – niezamieszkana wyspa należąca do archipelagu arktycznego znajdująca się w regionie Kivalliq, Nunavut, Kanada. Została nazwana na cześć sir Bibby’ego Lake’a. Jest oddalona o 43 km od Whale Cove.
Pobliskie wyspy to Airartuuq Island, Flattop Island, Imiligaarjuk Island, Imilijjuaq Island, Irik Island, Ivuniraarjuq Island, Kayak Island i Walrus Island.